# Schaker

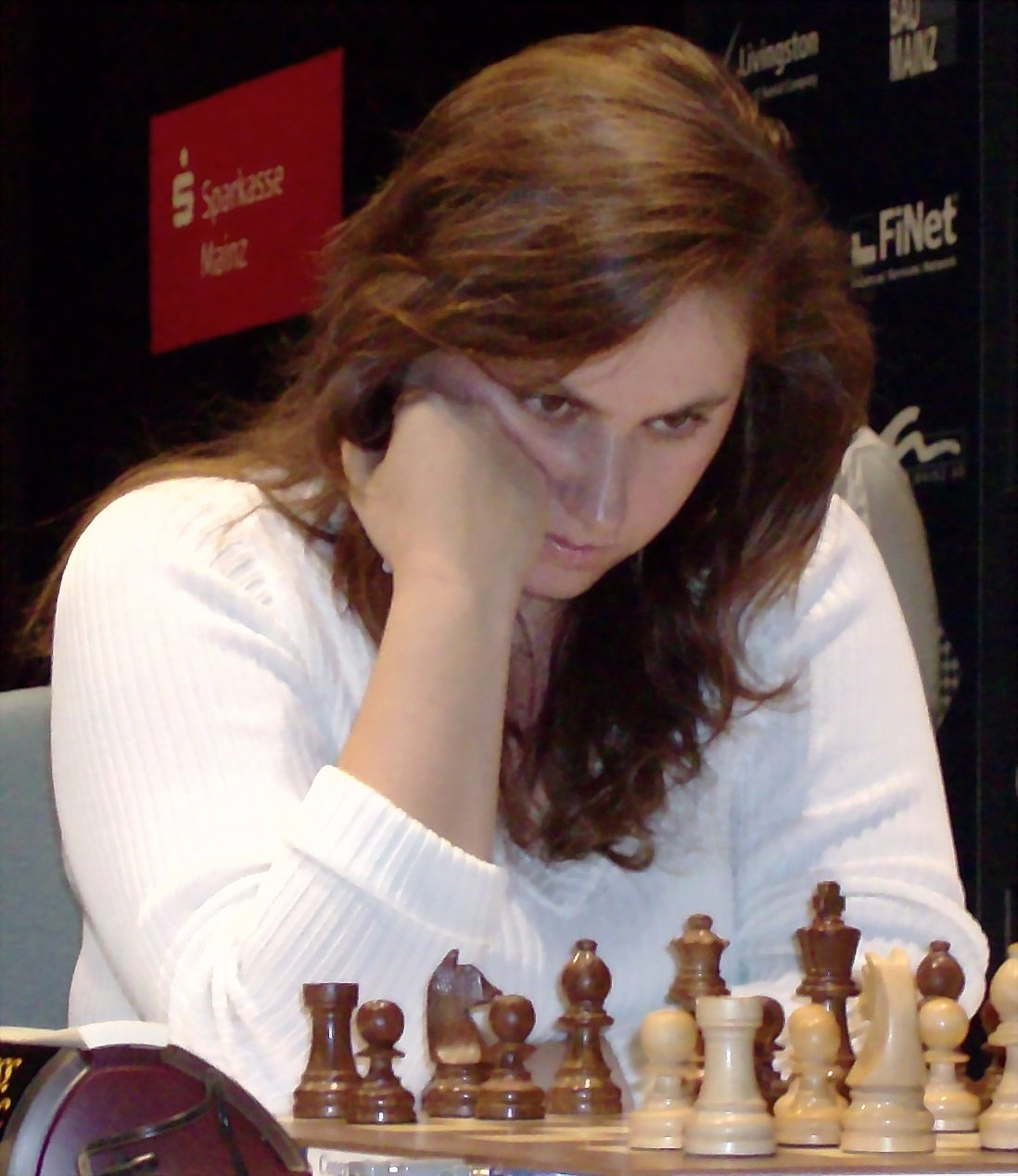
Hongaarse schaakster Judit Polgár

Een schaker of schaakster is een persoon die het schaken beoefent.
De overgrote meerderheid van de schakers is amateur. De allergrootsten onder de schakers hebben een niveau bereikt waarop ze met startgelden en prijzengelden van toernooien, vaak in combinatie met clubsponsors en het schrijven van artikelen, in hun levensonderhoud kunnen voorzien.
Schakers zijn in meerderheid mannelijk; er bestaan echter ook goede vrouwelijke schakers. Ruwweg zijn er binnen de schaakwereld twee typen beoefenaars van het spel aan te wijzen: de 'gewone' schakers en de correspondentieschakers. Verder zijn er nog probleemcomponisten, studiecomponisten en theoretici.
Zoals bij fysieke sporten zijn er ook bij het schaken aanvallend en verdedigend ingestelde spelers. Ook is er onderscheid in de fase van het spel die de schaker het beste ligt: bij de een is het de opening, bij de ander is het het middenspel en bij een derde is het eindspel de favoriete fase. Bij een wedstrijdpartij, die drie uur of langer kan duren, gaat naast het denkvermogen de lichamelijke conditie een rol spelen.
Een huisschaker of thuisschaker is een schaker die enkel in familie- of vriendenkring schaakt, dus niet bij een schaakclub is aangesloten of deelneemt aan toernooien. De speelsterkte van de huisschaker is over het algemeen een stuk lager dan die van een clubspeler, waarbij een getalenteerde huisschaker echter gemakkelijk het niveau van de modale clubspeler (elo: 1500 - 1700) overtreft. Landen waar het schaken een erg populaire sport is en die veel getalenteerde huisschakers kennen, zijn onder andere Nederland, Joegoslavië, Rusland en België.
Op een club leren de leden door ervaring en door de partij na afloop samen met de tegenstander te analyseren, heel anders en beter schaken.